# تقویت‌کننده تیون‌شده

یک تقویت‌کننده معمولی تیون‌شده چندطبقه

تقویت‌کننده تیون‌شده (به انگلیسی: tuned amplifier) یا تقویت‌کننده با مدار هماهنگی یک تقویت‌کننده الکترونیکی است که شامل اجزای فیلتر میان‌گذر در مدار تقویت‌کننده است. آنها به‌طور گسترده در انواع کاربردهای بی‌سیم استفاده می‌شوند.

## طرح‌واره‌ها
چندین طرح تیون‌سازی درحال استفاده وجود دارد،
- تیون‌سازی پلکانی که در آن هر طبقه تقویت‌کننده با فرکانس کمی متفاوت تیون می‌شود.
- تیون‌سازی همزمان (در مقاله تیون‌سازی پلکانی با جزئیات بیشتر توضیح داده شده است) که در آن هر طبقه تقویت‌کننده به‌طور یکسان تیون می‌شود. این طرح بهره تقویت‌کننده را به حداکثر می‌رساند اما پهنای‌باند باریک‌تری نسبت به تیون‌سازی پلکانی دارد.
- تقویت‌کننده دوتیون. این طرح در طبقه‌های تقویت‌کننده که به جای تزویج خازنی از ترانسفورماتور تزویج شده استفاده می‌شود. هر دو سیم‌پیچ اولیه و ثانویه ترانسفورماتور تیون شده‌اند. این امر باعث افزایش پهنای‌باند می‌شود. سایر طرح‌های تیون‌سازی گاهی برای متمایز کردن آنها به صورت تک‌تیون خوانده می‌شوند.

## تیون‌سازی متغیر
طبقات تقویت‌کننده آراف گیرنده‌های رادیویی نیاز به تیون‌سازی متغیر برای انتخاب ایستگاه دارند که معمولاً با استفاده از خازن‌های متغیر در مدارهای تشدید به دست می‌آیند. تیون‌سازی تمام طبقات تقویت‌کننده آراف باید با فرکانس نوسان‌ساز محلی هماهنگ باشد. این ممکن است با اتصال مکانیکی خازن‌ها یا به صورت الکترونیکی با استفاده از دیودهای واریکاپ به عنوان خازن انجام شود. از آنجایی که تیون‌سازی پیوندی با افزایش تعداد طبقات دشوارتر می‌شود، تعداد طبقات آراف به حداقل می‌رسد و بیشتر تیون‌سازی‌ها در طبقات آی‌اف انجام می‌شود. تقویت‌کننده آی‌اف با فرکانس ثابت کار می‌کند و تیون‌سازی را بسیار آسان‌تر می‌کند.